# Laura Dianti

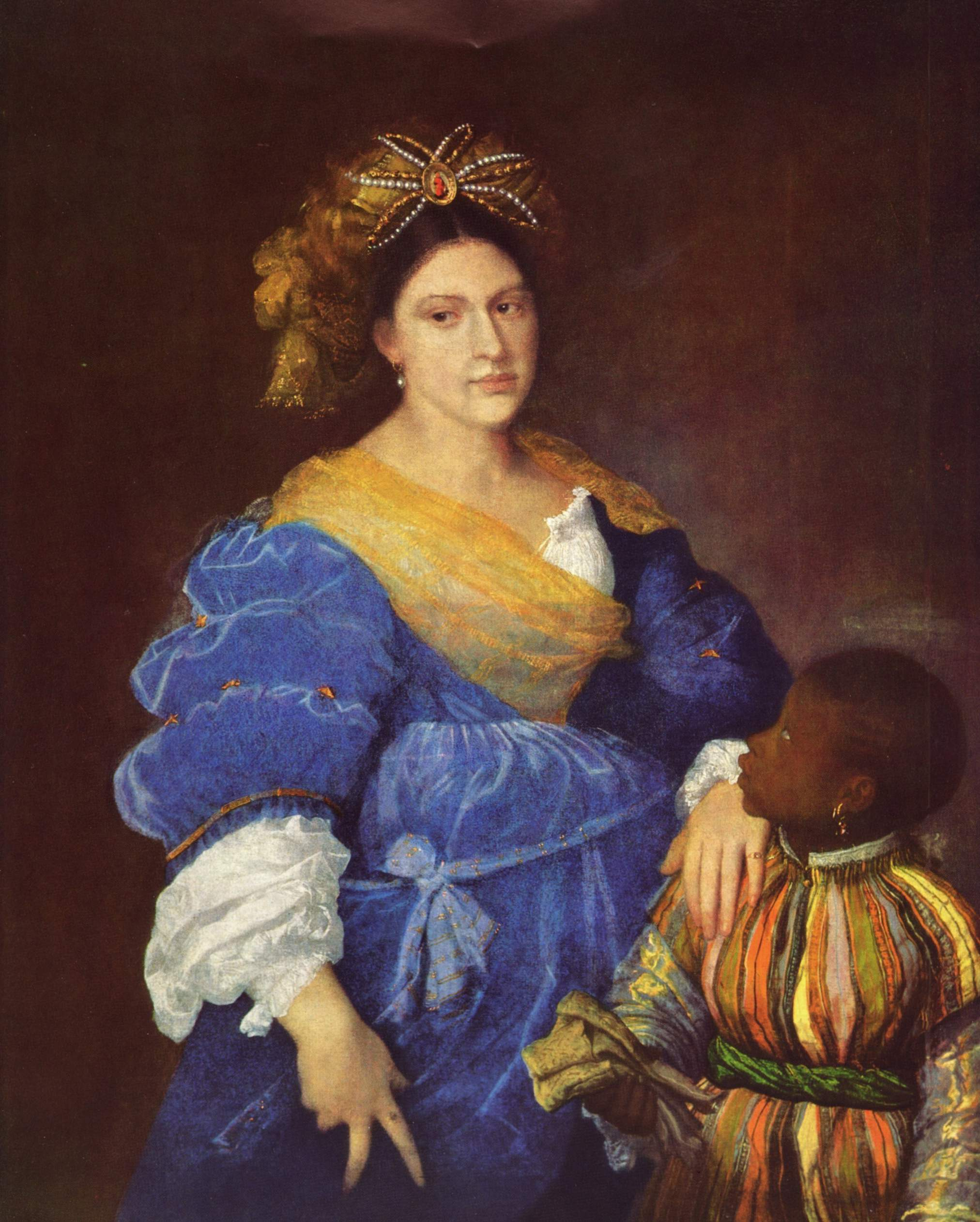
Laura Dianti av Tizian.

Laura Dianti, född 1480, död 1573, var en italiensk salongsvärd, mätress till hertig Alfonso I av Modena och möjligen hertiginna av Modena. Paret var möjligen gifta, men detta har inte bevisats.
Hon föddes i Ferrara som dotter till Francesco Boccacci Dianti; en syster och en bror som gick i kloster är kända. Dianti blev mätress till Alfonso efter Alfonsos fru Lucrezia Borgias död 1519 och är bekräftat 1524, då Alfonso gav henne mark och där byggde en bostad åt henne dit han enligt legenden besökte henne via en hemlig gång. De fick två barn; Alfonso (1527-1587) och Alfonsina (1530-1547), som båda erkändes av fadern 1533. Då dynastin d'Este var nära att dö ut 1597 gjordes en utredning om huruvida paret hade genomgått en hemlig vigselceremoni eller inte, men man kunde inte komma fram till något svar.
Efter Alfonsos död 1534 lät Dianti sina barn utbildas av Giambattista Giraldi Cinzio och Pellegrino Morato. Hennes hem blev ett mötesforum för intellektuella som Brusantini Vincenzo, Luigi Grotto, Battista Guarini, Alberto Lollio, och artister som Thomas Carpi, Camillo Filippi och Bastianino Filippi. 